# Монровия (Калифорния)
Вижте пояснителната страница за други значения на Монровия.
Монровия (на английски: Monrovia) е град в окръг Лос Анджелис в щата Калифорния, САЩ. Населението на Монровия е 37 061 жители (по приблизителна оценка от 2017 г.). Площта му е 35,80 км² (13,80 мили²). Разположен е на 174 м (571 фута) н.в. ЗИП кодовете му са 91016 и 91017. Телефонният му код е 626. Получава статут на град през 1887 г.